# Fon (Titel)
Als Fon wird der Häuptling oder König einer Region in Kamerun, vor allem unter den Anhängern der Tikar und Bamileke, die in den Bamenda Grassfields (Regionen Nord-Ouest und Ouest) leben, bezeichnet. Ein Fon wird auf Lebenszeit ernannt und ist unabhängiger Herrscher über eine Chefferie. Er verfügt über einen eigenen Hof und ist Träger einer Reihe von traditionellen Hoheitssymbolen (z. B. ein Totem).
Auch einige der Familienangehörigen des Fon haben wichtige Regierungsämter inne. Allerdings übernimmt keiner an dieser „Regierung“ beteiligten nach dem Tod des Fon dessen Regierungsamt. Als Nachfolger wird einer der zahlreichen Nachkommen des polygam lebenden Fon ernannt. Dabei handelt es sich nicht zwangsläufig um den Erstgeborenen. Der Nachfolger des Fon wird von einem Beraterstab des Fon ausgewählt.
Die meisten Fons mussten sich den deutschen Besatzern in der Kolonialzeit unterwerfen. Nach Ende der deutschen Besatzungszeit in Kamerun wurden sie unter französische beziehungsweise britische Herrschaft gestellt, je nachdem ob ihr Territorium in dem von Franzosen oder Briten beherrschten Teil Kameruns lag. Seit der kamerunischen Unabhängigkeit 1961 unterliegen die Fons formal der Gerichtsbarkeit der Regierung von Kamerun. Trotzdem übernehmen sie noch immer eigenständige Verwaltungsaufgaben und üben einen Teil der Rechtsprechung nach traditionellen Regeln in ihrem Herrschaftsbereich aus.
Als traditionelle Aufgaben des Fon galten:
- die Gesetzgebung und die Kontrolle der Außenbeziehungen
- die gesamte Rechtsprechung wurde in seinem Namen vollzogen, er war letzte Berufungsinstanz mit der Befugnis über Leben oder Tod seiner Anhänger zu entscheiden
- er war oberster Zeremonienmeister und musste in dieser Funktion den Ahnen Opfer darbieten, um so das Wohle seines Volkes zu gewährleisten